# カノーネンヤークトパンツァー
カノーネンヤークトパンツァー 4–5（（ドイツ語: Kanonenjagdpanzer 4–5、KJPz.4-5）、カノン砲装備型 駆逐戦車 4-5）は、西ドイツのドイツ連邦軍が開発・装備した駆逐戦車である。

## 開発

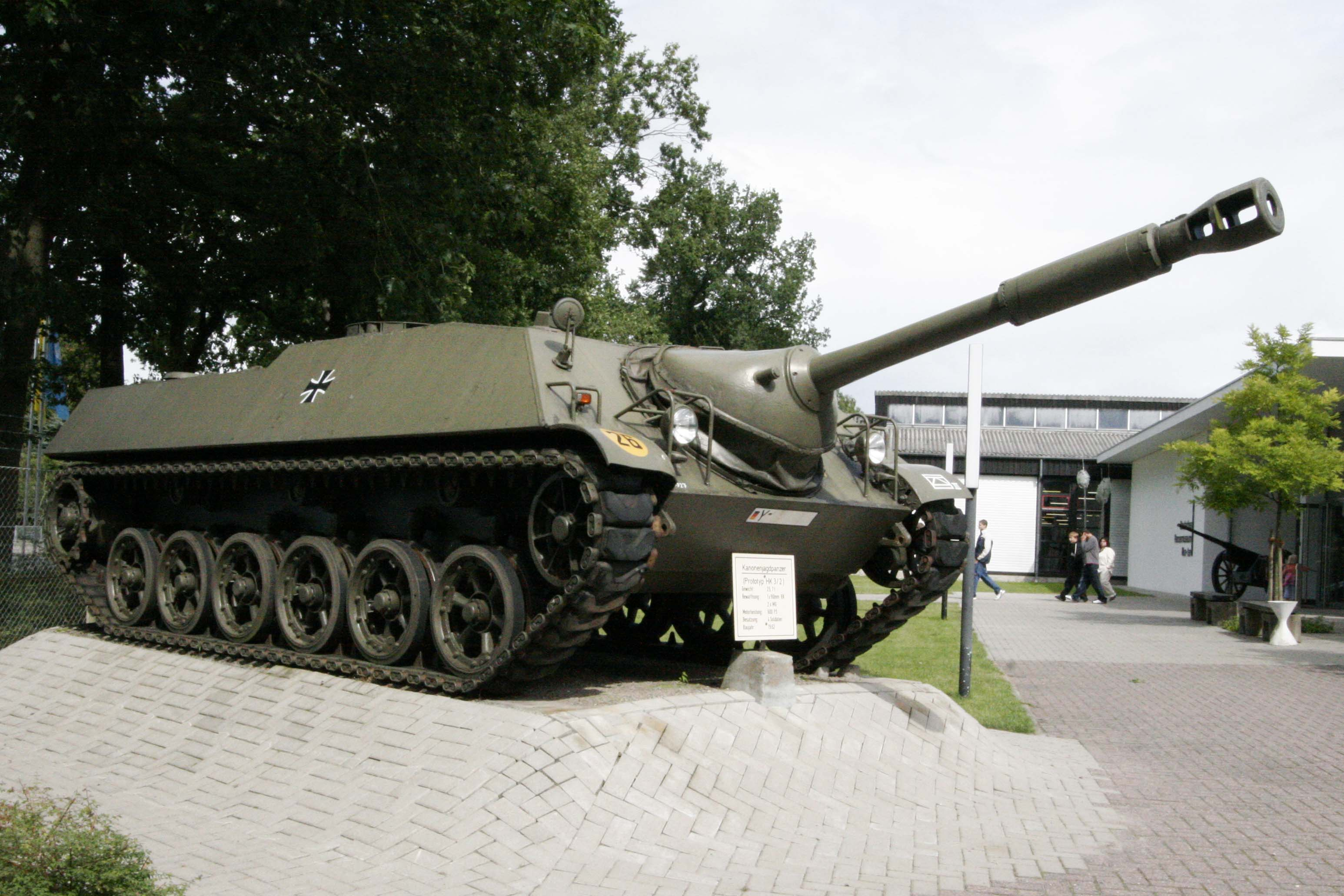
転輪が6組のヘンシェル社製試作車 prototyp HK 3/2
ムンスター戦車博物館の展示車両

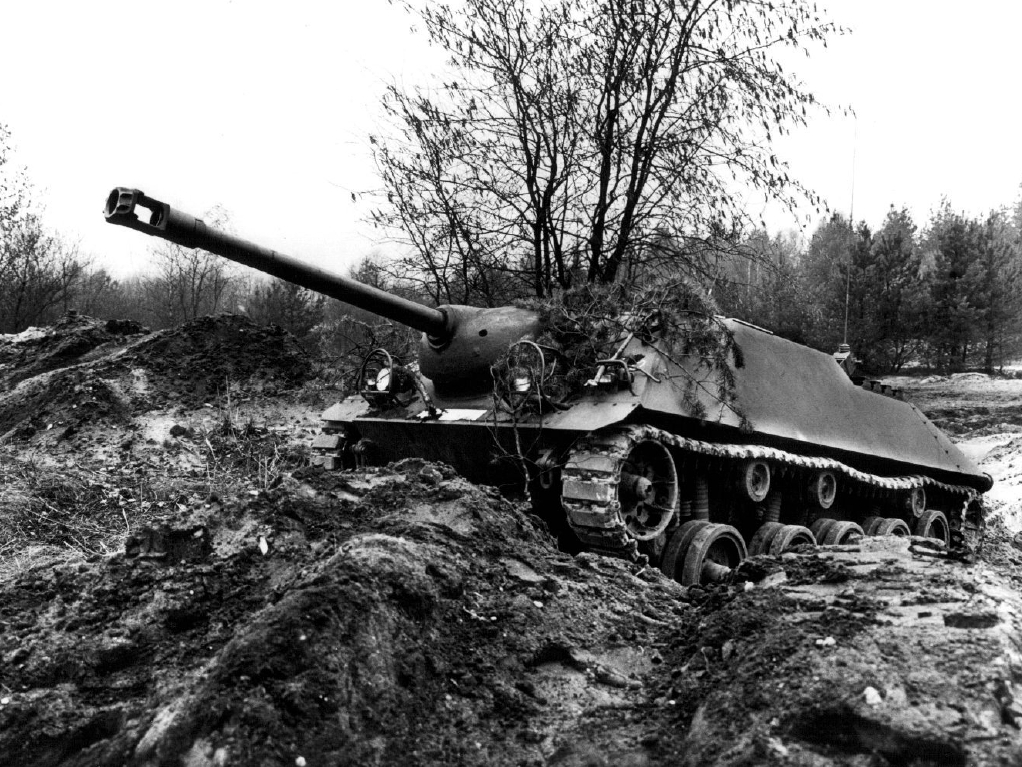
KJPz.1-3

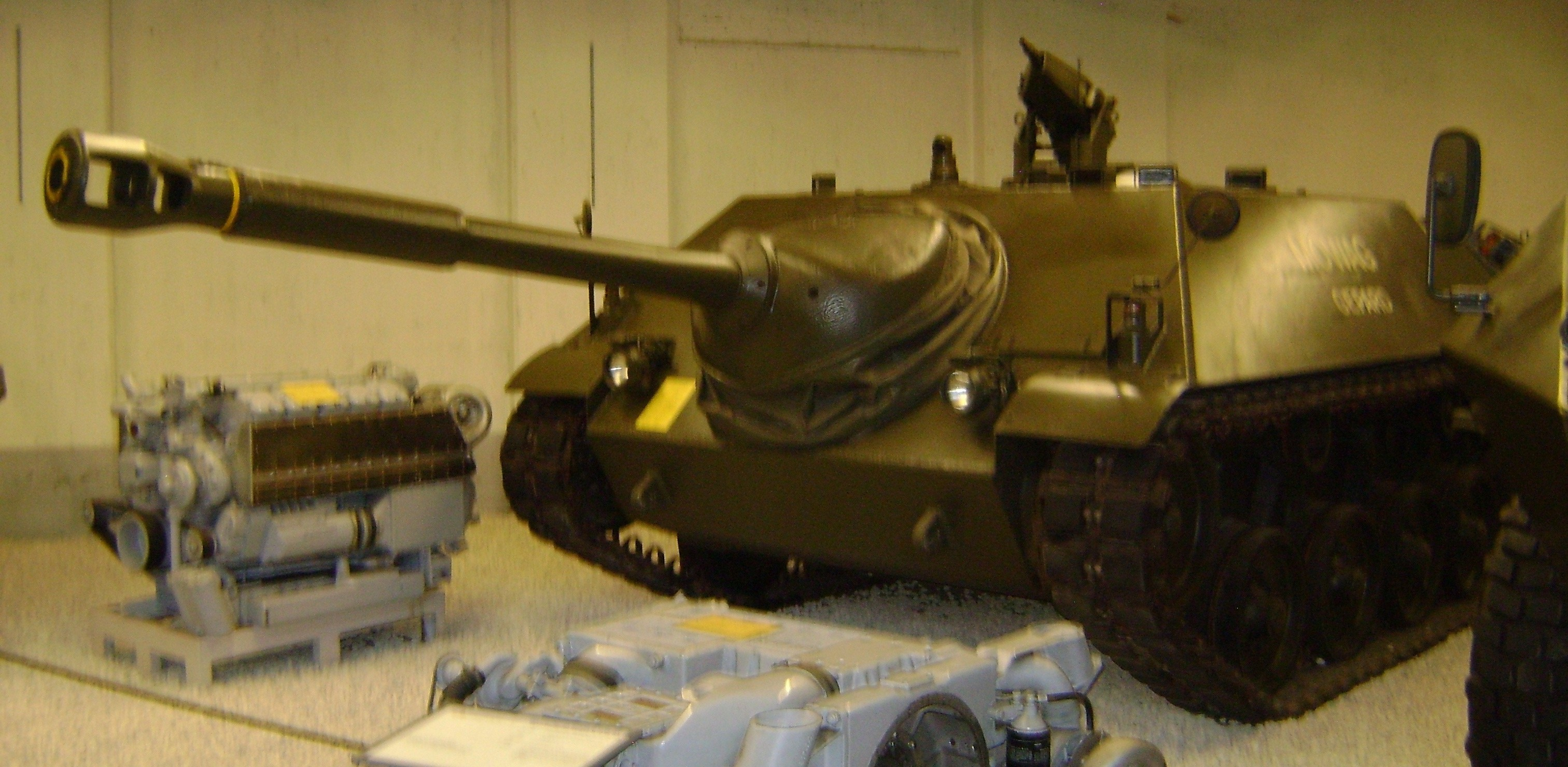
モワク社製試作車、ゲパルト。フル＝ロイエンタールのフル軍事博物館所蔵

第二次世界大戦後の1955年に再建されたドイツ連邦軍は、当初から軍備の国産化計画を進めていた。本車の開発は1955年に始まり、スイスから導入されて配備が進められていた、イスパノ・スイザ社製ラングHS.30歩兵戦闘車（ドイツ連邦軍制式名：SPz.12-3）を流用し、90mm対戦車砲を車体前部に装備する対戦車車両として開発された。しかし、HS.30の車体にそのまま90mm砲を搭載すると車体が小さすぎるため、1950年代末にHS.30のシャーシと走行装置を流用した駆逐戦車と装甲偵察車、装甲兵員輸送車をファミリー化することが決まった。
カノーネンヤークトパンツァーは、1960年に第一次試作車が、西ドイツではヘンシェルとハノマーグによって、スイスではモワク（Mowag）によって、1輌ずつ製造され、1962年から1963年にかけて第二次試作車が、ヘンシェルとハノマーグによって6輌製造され、その後、1964年から1965年にかけて第三次試作車が、ヘンシェルとハノマーグによってさらに6輌製造された。その後、さまざまな試作車の機能が、最終的なデザインとして組み合わされた。
1965年、「KJPz.4-5」として、ドイツ連邦軍により制式化された。
ゲパルト（Gepard、チーターの意味）という名称の、1輌の試作車が、モワクによって製造された。ゲパルトには出力270 hp (199 kW) / 2,100 rpmの5気筒6.7リッターのM5 DU Mowag型エンジンと、出力540 hp (397 kW) の13.5リッターエンジンの、2種類の2ストロークディーゼルエンジンが用意された。

## 設計
外見や兵装の配置は、第二次世界大戦において戦車の数量不足を補うために開発された多数の駆逐戦車や突撃砲、特にIV号駆逐戦車やE-25との関連が見られる。

### 車体
シャーシと走行装置はSpz.12-3から流用し、新設計の車体上部に避弾経始を意識して傾斜させた密閉式の戦闘室を設ける。超壕幅は2.0m、超堤高0.75mで車体前面の右寄りには、主砲を搭載する。乗員は4名で、主砲の左側に操縦手と車長、右側に砲手と装填手が座る。
燃料は470Lを搭載する

### 兵装
主砲であるラインメタル製40.8口径90mm対戦車砲は、初速が1,145m/秒で採用当時は1,000m以内のソ連製戦車の全面を貫通可能だった。弾薬は、同じ90mm砲を搭載するM47パットンやM48パットンA1-A3のT54 90mm戦車砲と共通だが、本車は守勢での対戦車戦闘に特化して成形炸薬弾などの化学エネルギー弾が搭載された。砲弾は、51発を搭載可能である。俯仰角は-8°～+15°。
副武装に、ラインメタルMG3 7.62mm機関銃を主砲同軸と戦闘室上面に装備するほか、発煙弾発射機8基を車体上部に搭載する。

## 運用
1965年から1967年までに、ヘンシェルとハノマーグで各385両、合計770両が生産され、主力戦車のレオパルト1や本車の派生型であるラケーテンヤークトパンツァー2（ドイツ語: Raketenjagdpanzer 2：ロケット（ミサイル）駆逐戦車2型の意）などと共に冷戦期の西ドイツの防衛を担った。1975年4月には、合計80輌がヤークトパンツァーカノーネ90（Jagdpanzer Kanone 90）の名称でベルギーに輸出された。
しかし配備されて20年近い1980年代に入ると、ソ連やワルシャワ条約機構の加盟国が125mm滑腔砲や複合装甲を備えたT-72やT-80などを配備し始めたため、90mm砲は威力不足が懸念されるようになった。そこで、メーカーは105mm砲への換装を提案したが、ラケーテンヤークトパンツァー2の対戦車ミサイルをHOTに換装したヤグアル1に倣い、本車も1983年から1985年にかけて合計162輌がBGM-71 TOWミサイルを搭載したRJPz.4ヤグアル2に改修された。
派生型として、砲兵隊用の装甲偵察車両や観測車両（BeobachtungsPanzer）があり、一部のカノーネンヤークトパンツァーは迫撃砲部隊では主砲が取り除かれた観測専任の車両（Beobachtungspanzer der Panzermörser、BeoPz.Pzmö）として運用された。
カノーネンヤークトパンツァーは、1991年まで、ハイマットシュッツトルッペ（Heimatschutztruppe、郷土軍）とドイツ連邦軍に残っていた。

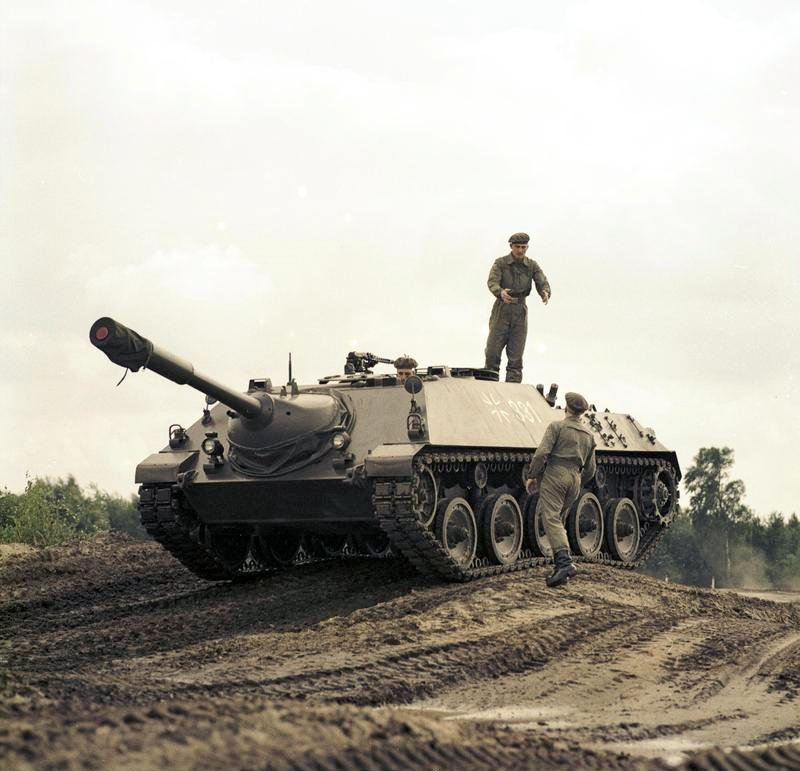
カノーネンヤークトパンツァー。1968年。
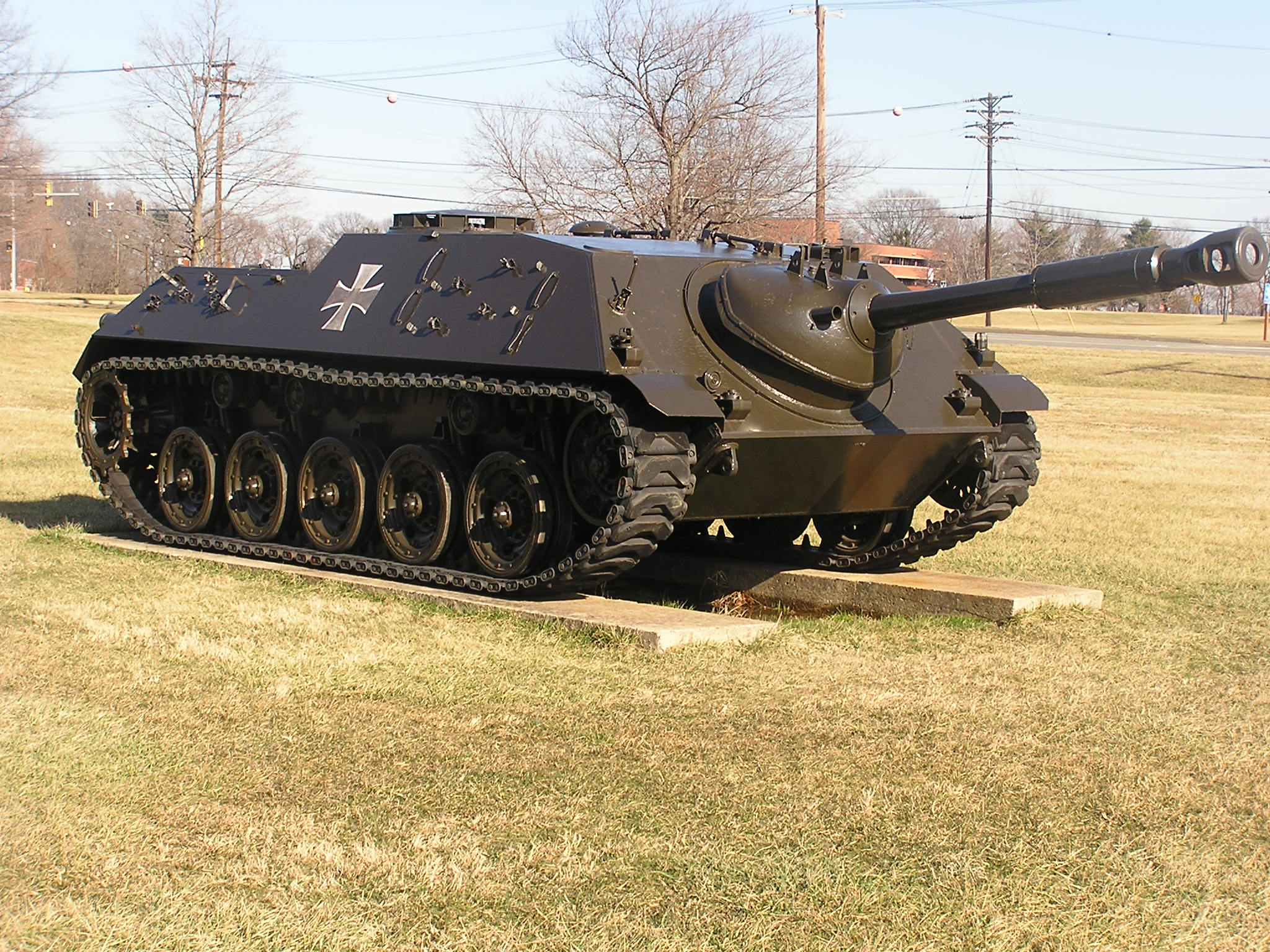
KJPz.4-5
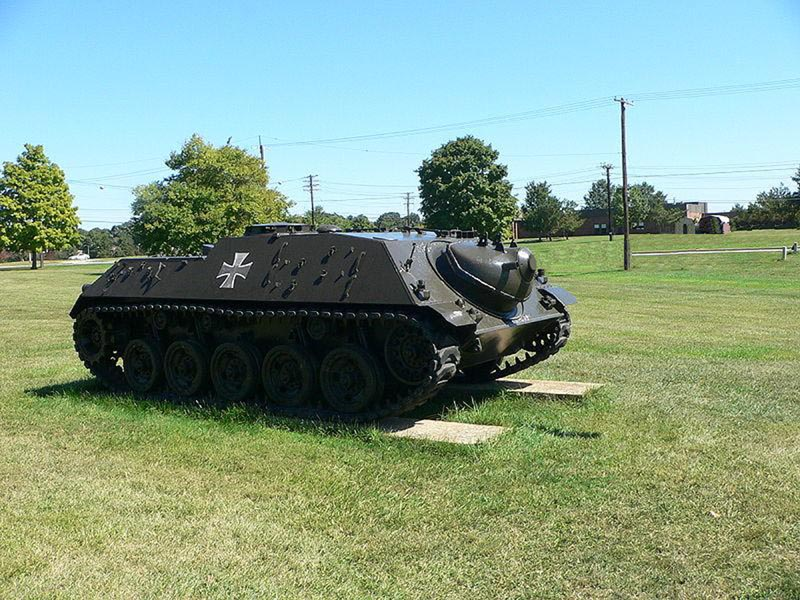
BeoPz.Pzmö
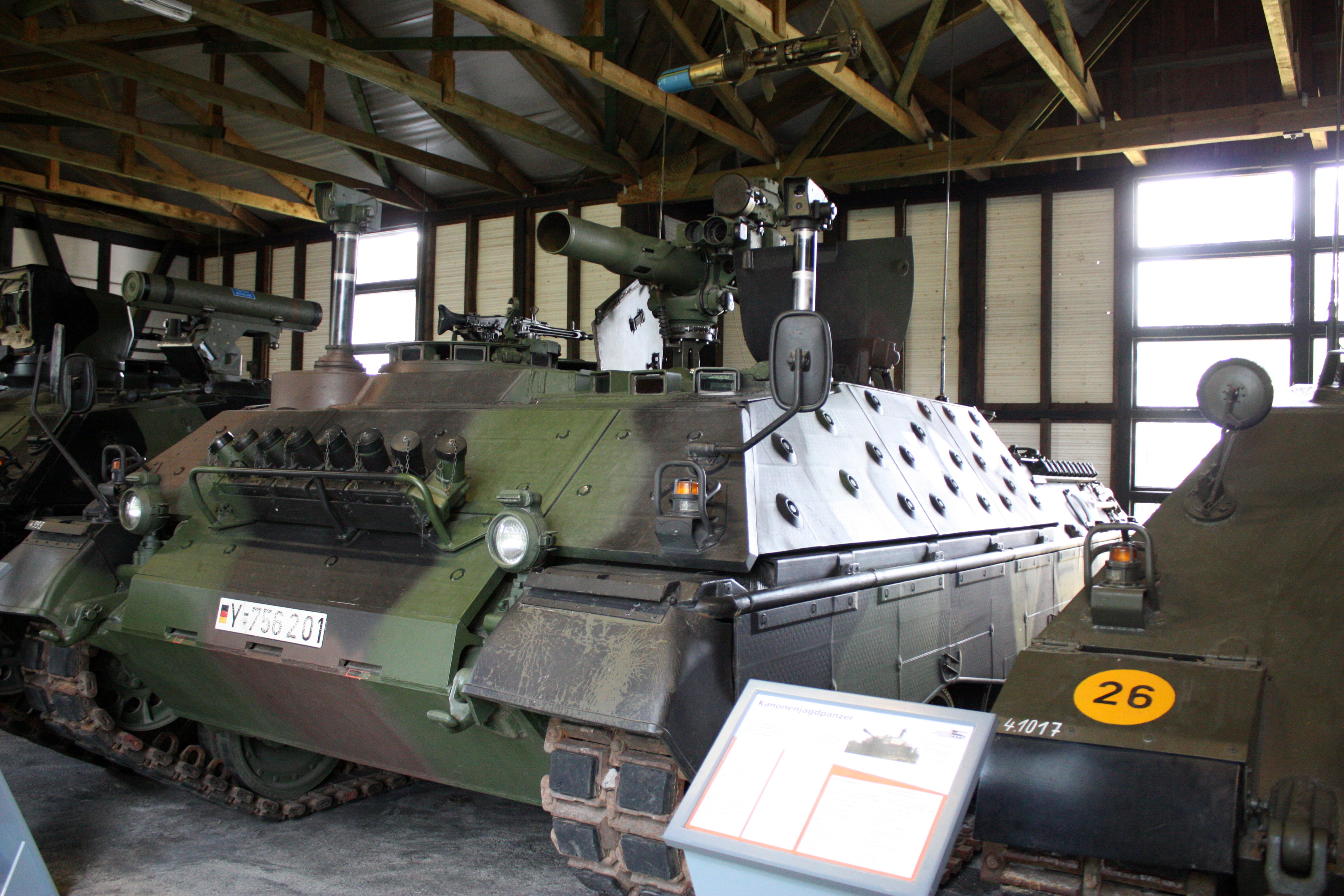
RJPz.4 ヤグアル2

## 登場作品

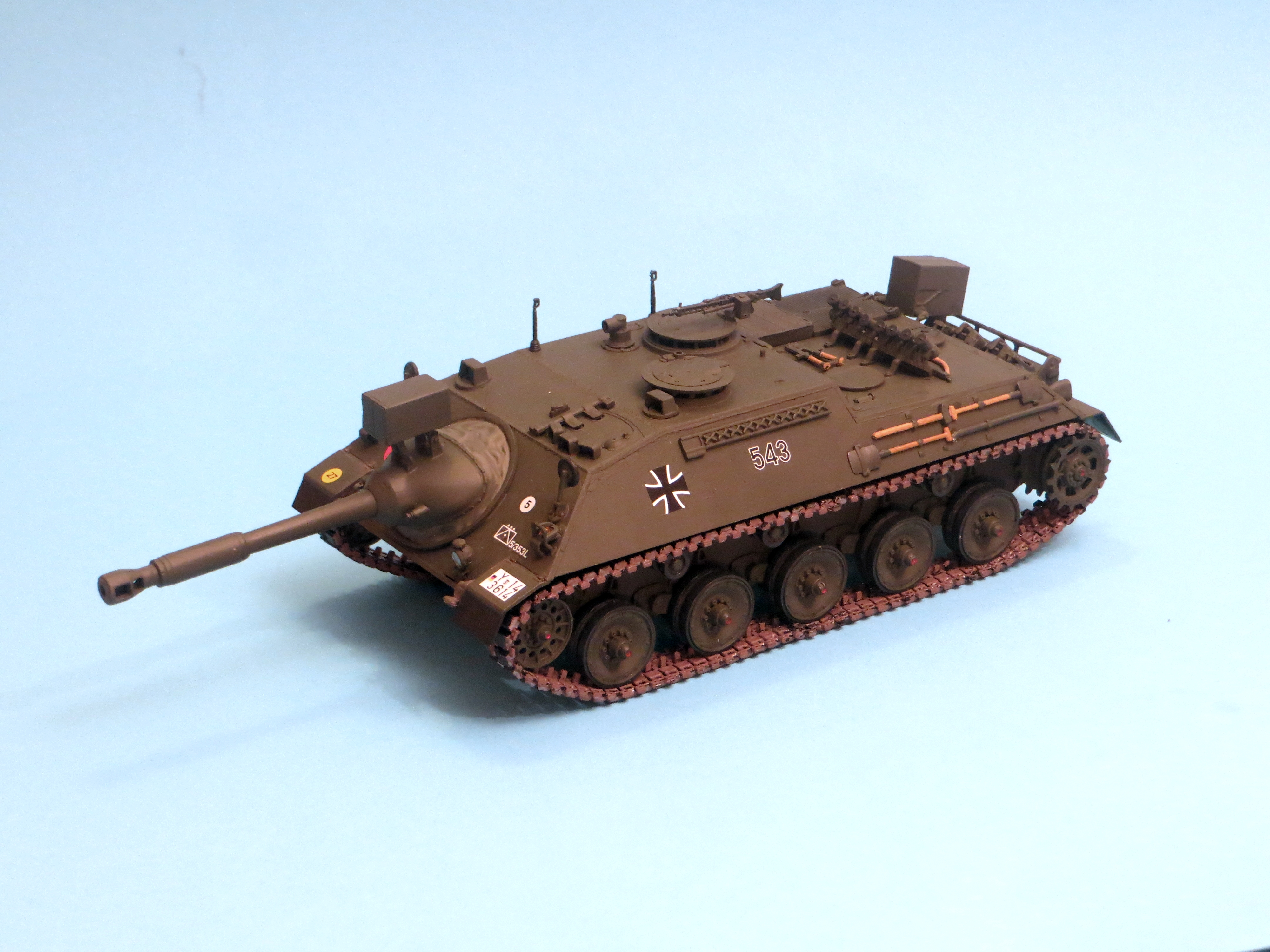
カノーネンヤークトパンツァーの1/35スケールモデル

### 模型
タミヤ「1/48 西ドイツ駆逐戦車カノン」1/48 走るミニタンクシリーズ No.4
「カノン」という独自の愛称を与えており、モーターとリモコンで走行が可能。2003年7月再販。2011年には完成状態の限定生産品が発売された。
レベル「1/35 Kanonenjagdpanzer（KajaPa）」
ダス・ヴェルク「1/35 Kanonenjagdpanzer/BeobachtungsPanzer」
観測車両（BeobachtungsPanzer）への製作が可能。

### アニメ
『超電磁マシーン ボルテスV』
第1話で地球防衛軍の兵器として登場。

### ゲーム
『World of Tanks』
ドイツ課金駆逐戦車Kanonenjagdpanzerとして実装されている。
『War Thunder』
ドイツ駆逐戦車 jpz 4-5として登場。